# Villares de Yeltes
Villares de Yeltes település Spanyolországban, Salamanca tartományban. Villares de Yeltes Yecla de Yeltes, Moronta, Pozos de Hinojo, El Cubo de Don Sancho, Boada, Retortillo és Villavieja de Yeltes községekkel határos. Lakosainak száma 96 fő (2024).

## Népesség
A település népessége az elmúlt években az alábbi módon változott:
| Lakosok száma | 166  | 164  | 146  | 137  | 132  | 133  | 126  | 113  | 104  | 96   |
|               | 2001 | 2004 | 2007 | 2009 | 2012 | 2014 | 2017 | 2019 | 2022 | 2024 |